# Narcine atzi
Narcine atzi is een vissensoort uit de familie van de schijfroggen (Narcinidae). De wetenschappelijke naam van de soort is voor het eerst geldig gepubliceerd in 2003 door Carvalho & Randall.